# 1920년 그리스 국민 투표
1920년 11월 22일에 있었던 그리스 국민 투표는 알렉산드로스 임금이 죽은 뒤, 전에 망명했던 부왕 콘스탄티노스 1세의 복위를 결정하기 위해 열렸다. 이 국민 투표는 당시 그리스의 반베니젤로스파 진영의 우위를 공고히 하였다. 국민 투표에서 압도적인 지지를 얻어 콘스탄티노스 1세는 복위하였으며, 자유당 지지자들은 이에 의문을 제기한 가운데 자유당 지도자인 엘레프테리오스 베니젤로스는 침묵을 지킨 채 해외로 망명하였다.
콘스탄티노스 1세는 제1차 세계 대전 당시 친독일적인 태도를 취해 삼국 협상(영국, 프랑스, 이탈리아)의 반대를 받았으며, 복위 당시 열광적인 환영을 받았던 콘스탄티노스 1세는 1922년 소아시아 작전이 그리스의 대패로 끝나면서 다시 왕위를 잃었다.